# Qt Creator
Qt Creator – wieloplatformowe środowisko programistyczne dla języków C++, JavaScript oraz QML, będące częścią SDK dla biblioteki Qt. Zawiera w sobie graficzny interfejs dla debuggera oraz narzędzie do projektowania interfejsu graficznego. Edytor kodu źródłowego obsługuje podświetlanie składni oraz autouzupełnianie. Qt Creator posiada wsparcie dla wielu kompilatorów języka C++ takich jak: GNU GCC, Clang, MinGW, Xcode czy Visual C++.
Program umożliwia tworzenie projektów wykorzystując system zarządzania kompilacją CMake lub w pełni zautomatyzowany, autorski system QMake. Środowisko programistyczne posiada otwarty kod źródłowy, który jest dostępny na platformie GitHub.

## Edytory
Qt Creator zawiera w sobie edytor kodu źródłowego oraz narzędzie zwane Qt Designer, służące do projektowania graficznego interfejsu użytkownika (GUI).
Edytor kodu w Qt Creatorze obsługuje kolorowanie składni dla języków C++, QML i JavaScript (a także innych, po doinstalowaniu obsługi dla nich). Dodatkowo, potrafi parsować kod w C++ i QML, dzięki czemu udostępnia takie funkcje jak autouzupełnianie, pomoc kontekstowa, czy sprawdzanie poprawności kodu podczas pisania.
Qt Designer to narzędzie do projektowania i budowy interfejsu programów za pomocą widżetów z biblioteki Qt. Umożliwia testowanie zachowania interfejsu w różnych stylach i rozdzielczościach tworzonych formularzy bezpośrednio w edytorze. Elementy interfejsu stworzone za pomocą Qt Designera są automatycznie integrowane z kodem źródłowym aplikacji za pomocą mechanizmu sygnałów i slotów.

## Debugger
Qt Creator nie zawiera debuggera. Posiada jedynie plug-in, który działa jako interfejs pomiędzy środowiskiem a natywnym debuggerem C++. Obsługiwane debuggery to:
- GNU Debugger (GDB)
- Microsoft Console Debugger (CDB)
- LLVM debugger (LLDB)
- Wbudowany debugger JavaScript

## Kontrola wersji
Qt Creator obsługuje następujące systemy kontroli wersji:
- Bazaar
- ClearCase
- CVS
- git
- Mercurial
- Perforce
- Subversion

## Testowanie
Środowisko programistyczne Qt Creator umożliwia tworzenie i uruchamianie testów jednostkowych, które weryfikują poprawność działania stworzonych elementów oprogramowania. Program wspiera najczęściej używane platformy programistyczne do testów:
- Boost.Test
- Catch2
- GoogleTest(inne języki)
- Qt Test